# 推倒這堵牆！
「推倒這堵牆！」（英語：Tear down this wall!）是美國總統朗奴·列根在1987年6月12日的演說中，對蘇聯共產黨中央委員會總書記米哈伊爾·戈爾巴喬夫的呼籲。
列根在當時處於東西柏林交界的勃蘭登堡門前發表演說，慶祝柏林建城750週年；他呼籲戈爾巴喬夫透過開放政策與經濟改革增進共產主義集團的自由，並推倒柏林圍牆。

## 背景
1961年，受蘇聯支持的東德為防止東德人遷往西方，開始建造柏林圍牆，成為冷戰的重要象徵。其後，美國總統約翰·甘迺迪1963年在「我是柏林人」演說中，表達美國對西德的支持。
1980年代，美國在歐洲佈置了短程導彈，軍力為和平時期空前之強大，使當時東西方關係極度緊張。1987年，列根出席在意大利威尼斯舉辦的七國峰會後，應邀短暫到訪柏林。這是他五年來第二次到訪柏林。
選擇勃蘭登堡門，用意是突顯列根的言論：西方民主是打開柏林圍牆的最佳希望。演說的重點是以一連串的政治運動達成這個目標；「推倒這堵牆」用作總結列根提出的各項建議。起草演講辭時，這句子引起幕僚中相當大的爭議。一些高級官員和總統助手提出刪去這句子，以免東西方緊張關係加劇，或者使友好的戈爾巴喬夫感到不安。西德的美國官員和總統演辭寫手卻不表認同；其中，演辭寫手彼得·羅賓遜在西德視察演講場地時，感到大部分西柏林人都反對圍牆。雖然沒有證據證明列根的確要把圍牆拆除，但羅賓遜還是在演講辭中加入了這句話。5月18日，列根看過演講辭後，讚賞它寫得很好。白宮幕僚長霍華德·貝克不同意，指出它內容「極端」，不是總統應該說的；國家安全顧問克林·鮑威爾同意貝克的意見。然而，列根很喜歡這段演講辭，決定保留。

## 演說

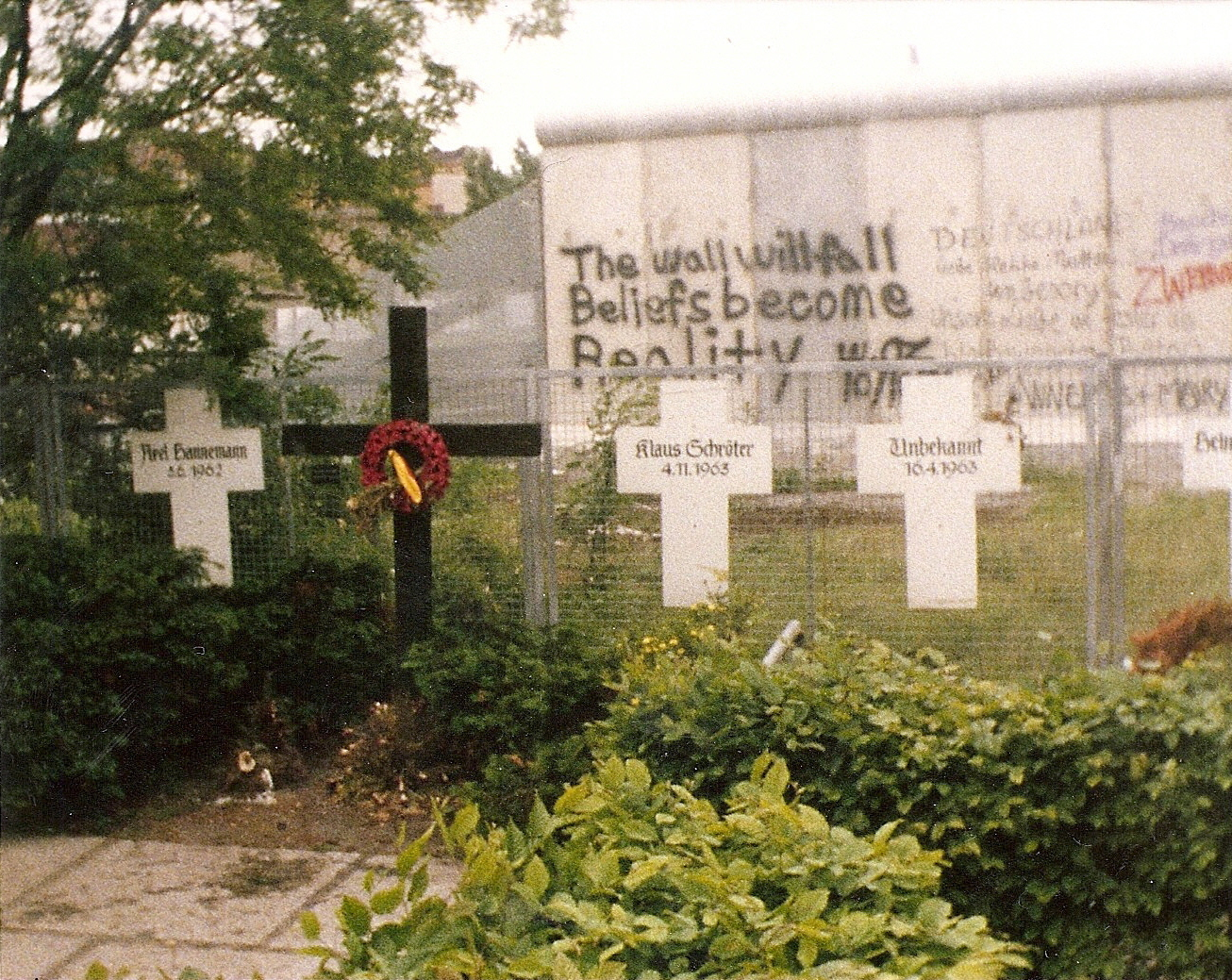
「這堵牆會倒下。信念可成真。」

1987年6月12日，列根和夫人抵達柏林後去到國會大廈，從陽台觀看圍牆。當天下午2時20分，列根受兩塊防彈玻璃保護，免受東柏林的狙擊手襲擊，在勃蘭登堡門發表演說。有45,000名觀眾在場觀看，包括西德總統里夏德·馮·魏茨澤克、總理赫爾穆特·科爾和西柏林市長埃貝哈德·迪普根。 演說中最著名的一段是：
|  | 我們樂見改變和開放；因為我們相信自由與安全並行，人類自由的進步令我們更努力追求世界和平。蘇聯可以做一件很明顯的事，一件大幅促進自由與和平的事。戈爾巴喬夫總書記，如果你要尋求和平，如果你要為蘇聯和東歐尋求繁榮，如果你要尋求自由：就到這扇門來吧！戈爾巴喬夫先生，打開這扇門！戈爾巴喬夫先生，推倒這堵牆！ |

列根在演說中的尾聲說道：「不久之前，我從國會大廈──德國統一的體現──觀望，看見圍牆上以噴漆粗糙寫的字──也許是一位年輕的柏林人寫的，『這堵牆會倒下。信念可成真。』對，這堵牆會在歐洲倒下；因為它抵擋不了信心，它抵擋不了真理，這堵牆抵擋不了自由。」
演說中的另一個焦點，是列根明確提及SS-20核子武器的威脅，呼籲蘇聯停止軍備競賽，並提出「不僅是控制軍備增長，而是史無前例地移除地球上所有核子武器。」

## 回應和歷史意義

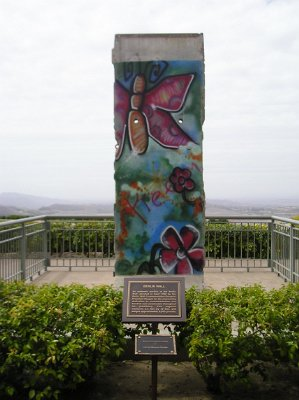
美國加州西米谷朗奴·列根總統圖書館內的一塊柏林圍牆遺跡

當時，傳媒對列根的演說只有很少報導。共產陣營也未受這篇演說打動，蘇聯官方通訊社塔斯社更譴責列根發表「公開挑釁、煽動戰爭的演說」29個月後，因應東德的激烈抗議，戈爾巴喬夫允許柏林市民拆卸圍牆，蘇聯不久後也解體了；拆掉圍牆成為東歐劇變的重要因素。1990年9月，已卸任美國總統的朗奴·列根再度去到柏林，親自舉起鎚子，象徵式敲擊柏林圍牆的遺跡。兩德統一後首任總理赫爾穆特·科爾表示，他永遠不會忘記列根站在他身旁，呼籲戈爾巴喬夫推倒柏林圍牆。科爾說：「他是世界之福，特別是歐洲之福。」雖然有一些意見認為列根的言論對柏林圍牆倒塌沒有幫助，但這篇演說已成為冷戰時期的重要一刻。

## 延伸閱讀
- Robinson, Peter. It's My Party: A Republican's Messy Love Affair with the GOP. (2000), 硬皮版, Warner Books, ISBN 0-446-52665-7
- Ambassador John C. Kornblum: "Reagan's Brandenburg Concerto", The American Interest, 2007年5至6月

## 外部連結
- （英文）演說全文和MP3音訊檔案 （页面存档备份，存于）
- 列根基金會提供的演說錄影
- 收藏的电视短片罗纳德·里根在柏林墙的演说（1987年6月12日）[更多内容]
- YouTube上的里根柏林墙演讲【中英字幕】推倒这堵墙